# Assassinat de Park Chung-hee
L'assassinat de Park Chung-hee, 3e président de la République de Corée a eu lieu le 26 octobre 1979 à Séoul (Corée du Sud) durant un dîner dans le refuge de la KCIA, proche de la Maison Bleue (résidence et bureau du président). Parmi les responsables du crime se trouvent le directeur des services de renseignements sud-coréens Kim Jae-gyu, le chef de la sécurité du président. 

## Contexte
À la suite du coup d'État du 16 mai (le 16 mai 1961), Park est devenu le nouveau président, le 23 mars de l'année suivante. Pendant dix-sept ans, il a dirigé le pays d'une manière autoritaire.   
En 1961, la KCIA ou Korea Central Intelligence Agency (qui deviendra le National Intelligence Service), est créée. C'est un service de renseignement (qui existe toujours de nos jours) qui sert à espionner à l'international (la Corée du Nord par exemple) et à l'intérieur du pays, pour traquer et supprimer toutes sortes d'oppositions au régime.

## Assassinat
Le 26 octobre 1979, lors d'un dîner dans le refuge de la KCIA dans la Maison Bleue, les personnes présentes ont commencé à parler de politique. Après des réprimandes de Park (et d'une autre personne) envers Kim Jae-gyu, ce dernier, énervé, se lève et quitte la pièce. En dehors de la salle, il s'adresse à plusieurs complices, et leur dit (traduction): « Le chef d'équipe et le directeur adjoint sont ici aussi. C'est aujourd'hui le jour. » 
Muni d'une arme semi-automatique de type Walther PP, il entre de nouveau dans la pièce et il ouvre le feu. Après, il revient avec un S&W Model 36. Six personnes perdent la vie: Park Chung-hee, un homme du nom de Cha Ji-chul, trois gardes du corps, et un chauffeur.

## Théories sur le motif du crime
On ne sait pas vraiment pour quel motif Park a été tué. Cela a donné naissance à de multiples controverses. Voici les principales théories:
- Il y a des preuves que l'homicide n'a pas été planifié.
- Il y a des preuves que l'homicide a été planifié.
- La jalousie aurait poussé au meurtre.
- Kim aurait tué Park pour restaurer la démocratie.
- Lien avec la CIA.
- Autres motifs.